# Sean McVay
Sean McVay (Dayton, 24 gennaio 1986) è un allenatore di football americano statunitense che svolge il ruolo di capo-allenatore dei Los Angeles Rams della National Football League (NFL).

## Carriera

### Primi anni
McVay iniziò la carriera da allenatore come assistente nei Tampa Bay Buccaneers nel 2008.

### Washington Redskins
Nel 2010 divenne assistente allenatore dei tight end dei Washington Redskins. Dal 2014 al 2016 fu il coordinatore offensivo a Washington, portando la squadra, nel suo ultimo anno, ad avere il terzo miglior attacco della lega e il quarterback Kirk Cousins a venire convocato per il Pro Bowl.

### Los Angeles Rams
Il 12 gennaio 2017, McVay fu assunto come capo-allenatore dei Los Angeles Rams all'età di trent'anni, divenendo il più giovane allenatore dell'epoca moderna della NFL, superando Lane Kiffin, che aveva 31 anni quando venne assunto dagli Oakland Raiders.
Il 1º dicembre 2024, con una vittoria per 21-14 sui New Orleans Saints, McVay divenne l'allenatore con più vittorie nella storia dei Rams.

## Palmarès

### Franchigia
- Super Bowl : 1

Los Angeles Rams: LVI
- National Football Conference Championship: 2

Los Angeles Rams: 2018, 2021

### Individuale
- Allenatore dell'anno: 1

2017

## Record come capo-allenatore
| Squadra | Anno   | Stagione regolare | Stagione regolare | Stagione regolare | Stagione regolare | Stagione regolare | Playoff | Playoff | Playoff                                                 |
| Squadra | Anno   | Vinte             | Perse             | Pari              | %                 | Posizione         | Vinte   | Perse   | Risultato                                               |
| ------- | ------ | ----------------- | ----------------- | ----------------- | ----------------- | ----------------- | ------- | ------- | ------------------------------------------------------- |
| LAR     | 2017   | 11                | 5                 | 0                 | .688              | 1º NFC West       | 0       | 1       | Uscì nel NFC Wild Card Game contro i Atlanta Falcons    |
| LAR     | 2018   | 13                | 3                 | 0                 | .813              | 1º NFC West       | 2       | 1       | Perse il Super Bowl LIII contro i New England Patriots  |
| LAR     | 2019   | 9                 | 7                 | 0                 | .563              | 3º NFC West       | -       | -       | -                                                       |
| LAR     | 2020   | 10                | 6                 | 0                 | .625              | 2º NFC West       | 1       | 1       | Uscì nel NFC Divisional Game contro i Green Bay Packers |
| LAR     | 2021   | 12                | 5                 | 0                 | .706              | 1º NFC West       | 4       | 0       | Vinse il Super Bowl LVI contro i Cincinnati Bengals     |
| LAR     | 2022   | 5                 | 12                | 0                 | .294              | 3º NFC West       | -       | -       | -                                                       |
| LAR     | 2023   | 10                | 7                 | 0                 | .588              | 2º NFC West       | 0       | 1       | Uscì nel NFC Wild Card Game contro i Detroit Lions      |
| LAR     | 2024   | 0                 | 0                 | 0                 | .000              | in corso          | -       | -       | -                                                       |
| Totale  | Totale | 70                | 45                | 0                 | .609              |                   | 7       | 4       |                                                         |